# نیوز وان
نیوز وان (انگلیسی: News One) شرکت رسانه‌ای پاکستانی است، که در سال ۲۰۰۷ تأسیس شد.